# 前田孝友
前田 孝友（まえだ たかとも、宝暦9年7月8日（1759年7月31日） - 天保3年5月25日（1832年6月23日））は、加賀藩年寄。加賀八家前田対馬守家第10代当主。
父は前田孝昌。子は前田孝本。通称与十郎、大炊。官位は従五位下、伊勢守。

## 生涯
宝暦9年（1759年）生。明和6年（1766年）、藩主前田重教の娘邦姫と婚約する。明和8年（1771年）11月、婚約者の邦姫が死去する。安永6年（1777年）11月、父孝昌の死去により家督と知行1万8500石を相続する。年寄、金沢城代として藩主治脩、斉広に仕えた。寛政4年（1792年）、学校惣奉行となり藩校明倫堂を創設する。享和2年（1802年）11月、藩財政の最高責任者である御勝手方御用主附となる。享和3年（1803年）、伊勢守に叙任。文化元年（1804年）、年寄職を免じられる。文化12年（1815年）4月、玉龍寺にて前田長種室春桂院（前田利家長女幸姫）の二百回忌を行う。文政元年（1818年）8月、解任された奥村栄実、本多政礼に代わって御勝手方御用主附となる。文政4年（1821年）、隠居して家督を嫡男孝本に譲る。天保3年（1832年）没、74歳。戒名は孝献院殿前勢州刺史従五位下梅翁樹大居士。